# Michał Sobol

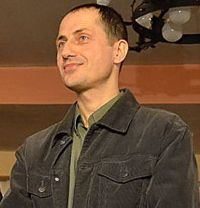
Michał Sobol (2013)

Michał Sobol (* 1970 in Cerekiew bei Radom) ist ein polnischer Dichter, dessen Werke mit mehreren polnischen Literaturpreisen ausgezeichnet wurden.

## Leben
Sobol absolvierte ein Studium der Philosophie und Kirchengeschichte an der Päpstlichen Akademie für Theologie Krakau. Seit 1998 lebt er in dem Dorf Zabierzów Bocheński bei Niepołomice. Er arbeitet mehrmals die Woche in einer Klosterbibliothek in Krakau.
2001 debütierte er mit dem Gedichtband Lamentacje und wurde mit dem Kazimiera-Iłłakowiczówna-Preise ausgezeichnet. Das Interesse an seinem lyrischen Schaffen stieg mit der Veröffentlichung des Bandes Pulsary, der für den Wisława-Szymborska-Preis und den Literaturpreis Gdynia 2014 nominiert war. 2017 gewann er den Literaturpreis Gdynia für den Band Schrony.

## Werk
Sobols Dichtung wird beschrieben als „durchzogen von der philosophischen Reflexion über das Wesen des menschlichen Lebens und des Universums“.

## Bibliografie
- Lamentacje, 2001 (Gewinner des Kazimiera-Iłłakowiczówna-Preises)
- Działania i chwile, 2007
- Naturalia, 2010
- Pulsary, 2013 (nominiert für den Wisława-Szymborska-Preis 2014 und den Literaturpreis Gdynia 2014)
- Schrony, 2016 (Gewinner des Literaturpreises Gdynia 2017)